# Anna Markulinová
Anna Markulinová (* 3. April 1978) ist eine ehemalige slowakische Ruderin.

## Karriere
Nachdem sie bereits im Jahr 2003 slowakische Meisterin im Indoor-Rudern werden konnte, startete sie drei Jahre später bei zwei Wettbewerben des Ruder-Weltcups und nahm zudem bei den Weltmeisterschaften 2006, welche auf den Dorney Lake in England ausgetragen wurden, teil. Sie ging dort im Einer an den Start und erreichte das B-Finale, wo sie den sechsten Platz belegte. Mehr als dreizehn Jahre nach dieser Teilnahme kehrte sie als Starterin zu einer internationalen Meisterschaft zurück und startete bei den Europameisterschaften 2019 auf dem Rotsee in der Schweiz. Sie ging auch dort im Einer an den Start und erreichte das C-Finale, wo sie den fünften Platz belegte. Zudem nahm sie auch an den Weltmeisterschaften 2019 in der österreichischen Gemeinde Ottensheim teil. Dort reichte es für sie im Einer nur für das F-Finale, welches sie aber gewann. Diese drei Teilnahmen an internationalen Meisterschaften blieben ihre einzigen in ihrer Karriere.